# Serpentine Falls
Serpentine Falls är ett vattenfall i Australien. Det ligger i delstaten Western Australia, omkring 48 kilometer söder om delstatshuvudstaden Perth. Serpentine Falls ligger 49 meter över havet.
Runt Serpentine Falls är det glesbefolkat, med 12 invånare per kvadratkilometer.. Närmaste större samhälle är Byford, omkring 16 kilometer norr om Serpentine Falls.
I omgivningarna runt Serpentine Falls växer huvudsakligen savannskog. Genomsnittlig årsnederbörd är 951 millimeter. Den regnigaste månaden är september, med i genomsnitt 168 mm nederbörd, och den torraste är februari, med 12 mm nederbörd.